# 切萨皮克湾
乞沙比克灣（英語：Chesapeake Bay），是美国面积最大的河口湾，位于美国大西洋海岸中部，为马里兰州和弗吉尼亚州三面环绕，仅南部与大西洋连通。由德尔马瓦半岛（包括部分：马里兰州东岸/弗吉尼亚州东岸和特拉华州）与南端的湾口亨利角和查尔斯角之间。其名来自阿尔冈昆语族印第安语，意为“大贝壳湾”。
切萨皮克湾北部位于马里兰州，南部位于弗吉尼亚州，是这两个州及其流域内其他地区的生态和经济的一个非常重要的特征。超过150条主要河流和溪流流入海湾的64299平方英里（166534公里2）的流域，其中包括六个州（纽约州，宾夕法尼亚州，特拉华州，马里兰州，弗吉尼亚州和西弗吉尼亚州）的部分地区，以及华盛顿特区。
乞沙比克灣南北长约300公里，最窄处仅6.4公里宽，最宽处波托马克河河口处也只有50公里宽。
切萨皮克湾主要大桥包括连接马里兰州的切萨皮克湾大桥和弗吉尼亚州的连接弗吉尼亚海滩和查尔斯角的切萨皮克湾隧桥。
切萨皮克湾以其美丽和宽阔而闻名。该湾曾经是美国主要的渔业基地之一，但现在由于流域内城市和农场的污染，产量已大不如前。自20世纪中叶以来，螃蟹、牡蛎和渔民越来越少。营养污染和城市径流已被确定为海湾水质受损的主要组成部分，强调生态系统，并加剧贝类因过度捕捞而减少。始于1990年代的恢复工作一直持续到21世纪，并显示出当地牡蛎种群增长的潜力。切萨皮克湾正经历着其他环境问题，包括气候变化，气候变化正在导致海平面上升，侵蚀沿海地区和基础设施，以及海洋生态系统的变化。

## 自然地理

### 地质构造
切萨皮克湾是北大西洋的一个河口，位于东部的德尔马瓦半岛和西部的北美大陆之间。它是萨斯奎哈纳河的河谷，这意味着它是冲积平原。 它不是峡湾，因为冰盖从未到达过切萨皮克湾的最南端。
切萨皮克湾的地质，现在的形式及其位置是由始新世末期（大约3550万年前）发生的一次流星撞击事件造成的，形成了切萨皮克湾陨石坑和后来的萨斯奎哈纳河谷。 切萨皮克湾始于大约10,000年前，当时最后一个冰河时代结束时海平面上升，淹没了萨斯奎哈纳河谷。切萨皮克湾的某些部分，尤其是马里兰州卡尔弗特县的海岸线，被数百万年前后退水域沉积物组成的悬崖所包围。 这些悬崖通常被称为卡尔弗特悬崖（Calvert Cliffs），以其化石而闻名，尤其是鲨鱼牙齿化石，通常在悬崖附近的海滩上被冲刷掉。

### 水文
切萨皮克湾的大部分地区很浅。在萨斯奎哈纳河流入切萨皮克湾的地方，平均水深为30英尺（9米），尽管这很快减少到马里兰州阿弗尔德格雷斯市东南10英尺（3米）的平均水深，在安纳波利斯以北约35英尺（11米）。平均而言，切萨皮克湾的深度为21英尺（6.4米）（包括支流）：超过 24% 的切萨皮克湾深度小于 6 英尺（2 米）。
因为切萨皮克湾是一个河口，它有淡水，盐水和咸水。淡水区从萨斯奎哈纳河口一直流到巴尔的摩北部。
切萨皮克湾周围地区的气候主要是副热带湿润气候，夏季炎热、潮湿，冬季寒冷至温和。只有萨斯奎哈纳河周围地区是大陆性气候，萨斯奎哈纳河和萨斯奎哈纳平原经常在冬季结冰。切萨皮克湾表面很少在冬天结冰，最近发生在1976-77年的冬天。
从北到南直接流入切萨皮克湾的主要河流是：
- 萨斯奎哈纳河
- 帕塔普斯科河
- 切斯特河
- 迈尔斯河
- 乔普坦克河
- 帕塔克森特河
- 南蒂科克河
- 波托马克河
- 波科莫克河
- 拉帕汉诺克河
- 约克河
- 詹姆斯河

## 动植物
切萨皮克湾是许多动物的家园，这些动物要么在一年中的某个时候迁徙到切萨皮克湾，要么常年生活在那里。有超过300种鱼类和许多贝类和螃蟹物种。其中一些包括大西洋油鯡、銀花鱸魚、美洲鰻鱺、美洲牡蛎、美洲鱟和藍蟹。
鸟类包括鹗、大藍鷺、白頭海鵰和游隼，后两种受到滴滴涕的威胁：数量急剧下降，但近年来有所上升。笛鸻是栖息在湿地中的近危物种。
更大的鱼，如大西洋鱘、鲨鱼和魟科也在切萨皮克湾分布。切萨皮克湾水域被认为是东海岸鲨鱼最重要的保育区之一。巨型动物，如公牛鯊，虎鲨，路氏双髻鲨，和姥鲨和鬼蝠魟也在附近活动。
众所周知，宽吻海豚每年季节性地生活在切萨皮克湾。近年来有未经证实的目击座头鲸事件。濒危的北大西洋露脊鯨和長鬚鯨， 以及小鬚鯨和塞鯨也被发现在切萨皮克湾内和附近。
赤蠵龜会到切萨皮克湾附近。
切萨皮克湾也是陆生和水生植物的家园。常见的水下水生植物包括鳗草和川蔓藻。其他植物包括菰属，各种树木，如美国红枫，火炬松和落羽杉，和米草和芦苇属。入侵植物在湾中占有重要地位：水蕴草等原产于南美洲的植物在水族馆的“帮助”下已经蔓延到大多数大陆，他们经常将水族馆里的东西倾倒到附近的湖泊和溪流中。茂密的水蕴草会限制水的流动，捕获沉积物并影响水质。它具有高度的入侵性，并有可能在切萨皮克湾的低盐度潮水中蓬勃发展。马里兰州和弗吉尼亚州的地方K-12学校经常有培养切萨皮克湾本地植物的计划，并将其种植在切萨皮克湾中。

## 历史

### 美国独立到现在
切萨皮克湾是1781年切萨皮克湾海战的发生地。在这场美国独立战争的决定性海战中，法国舰队击败了皇家海军。英军的失败使乔治·华盛顿将军和法国联军在罗尚博伯爵的率领下，从纽约进军，在弗吉尼亚州约克县的约克镇战役中，将康沃利斯侯爵率领的来自南、北卡罗莱纳州的南部英军包围起来。他们的行军路线是从罗德岛州纽波特出发，经过康涅狄格州、纽约州、宾夕法尼亚州、新泽西州和特拉华州，由萨斯奎哈纳河沿岸到埃尔克顿，也有部分沿切萨皮克湾航行到弗吉尼亚州。它也是国家公园管理局指定的美国国家步道，即华盛顿-罗尚博革命路线。
1812年战争期间，切萨皮克湾将再次发生冲突。1813年，英国海军在乔治·科克本海军上将的指挥下，从丹吉尔岛的基地出发，突袭了切萨皮克湾沿岸的几个城镇，将该湾视为 "英国湖"。切萨皮克湾船队是由美国海军准将约书亚-巴尼指挥的一支由浅水武装驳船组成的船队，它的集结是为了阻挡英国人的岸上袭击和攻击。经过巴尼几个月的骚扰，英军在马里兰州本尼迪克特的帕图克河西侧登陆，切萨皮克船队被打散，英军跋山涉水，于1814年8月在布拉登斯堡击溃美军，并焚毁美国国会大厦。几天后在 "钳形攻势 "中，他们还驶上波托马克河，袭击了国家首都下面的华盛顿堡，并突袭了附近的港口城市弗吉尼亚州亚历山卓。
19世纪末20世纪初，曾发生过所谓的 "牡蛎战争"。直到20世纪中期，在切萨皮克渔业中，牡蛎捕捞业与螃蟹业相媲美，而这一品种正在减少，其鲣鱼和其他工作船在本世纪后半期被休闲船取代。
20世纪60年代，位于马里兰州西海岸历史悠久的卡尔弗特郡卡尔弗特悬崖上的卡尔弗特悬崖核电站开始使用切萨皮克湾的水来冷却反应堆。

## 经济

### 渔业
切萨皮克湾以其海鲜生产而闻名，尤其是蓝蟹和牡蛎。今天，由于城市地区（主要是西岸）和农场（特别是在东岸和萨斯奎哈纳河流域）的径流、过度采伐和外国入侵物种，水体的生产力比过去要低。
丰富的牡蛎收获导致了马里兰州的州船-鲣鱼船的发展，它是美国仅存的仍以风帆为动力的工作船类型。其他有特色的切萨皮克湾地区工作船包括以帆为动力的船，如原木独木舟等，以及弗吉尼亚州的州船-切萨皮克湾机动船。
与捕捞野生牡蛎相反，牡蛎养殖是一个不断发展的产业，有助于维持河口的生产力，同时也是一种自然的努力，以过滤水中的杂质，如过多的营养物质，努力减少人为污染的影响。切萨皮克湾计划正在利用牡蛎来减少进入切萨皮克湾的氮化合物的数量。
切萨皮克湾以岩鱼而闻名，岩鱼是银花鲈鱼的本地区名称。银花鲈鱼一度濒临灭绝，但由于立法暂停了对岩鱼的捕捞，使该物种得以重新繁殖，从而使岩鱼有了重大的回升。现在可以在严格控制和限制数量的情况下地捕捞岩鱼。

### 旅游和娱乐
切萨皮克湾是每年前往马里兰州和弗吉尼亚州的游客的主要目的地。钓鱼、螃蟹、游泳、划船、皮划艇和帆船是切萨皮克湾水域非常受欢迎的活动。因此，旅游业对马里兰州的经济产生了显著的影响。一份报告指出，安纳波利斯是家庭、水上运动和划船的热门地点。
除了生态系统之外，切萨皮克湾在马里兰州、弗吉尼亚州和宾夕法尼亚州的经济中也发挥着重要作用。划船和生态旅游都依赖于《清洁水法》(CWA)，该法的颁布是为了维持一个无污染的切萨皮克湾。